# HELLO WORLD (ACE COLLECTIONのアルバム)
『HELLO WORLD』（ハロー・ワールド）は、日本のロックバンド・ACE COLLECTIONが2019年10月30日にThird Party Distribution Dealから発売した1枚目（通算2作目）のオリジナルアルバム。

## 内容
前作『December 9』から約7ヶ月ぶりのオリジナルアルバムで、初のCD作品。
初回限定盤と通常盤の2形態で発売され、初回限定盤には特典としてオリジナルスリーブとオリジナルクリアポーチが同梱された。

## 収録曲
1. HELLO WORLD[1:52]
作曲・編曲：UTA
Instrumental。今作の表題曲。
2. シンデレラ[3:31]
作詞・作曲：たつや◎
編曲：ACE COLLECTION
4thデジタルシングルの表題曲。
3. BLUE[3:41]
作詞・作曲：たつや◎
編曲：ACE COLLECTION
今作のリード曲。
4. 鬱憤[4:13]
作詞：たつや◎
作曲：たつや◎、LIKI
編曲：ACE COLLECTION
1stデジタルシングルの表題曲。
5. FIRE[3:57]
作詞・作曲：たつや◎
編曲：ACE COLLECTION
6. LIFEメーカー[3:28]
作詞：たつや◎
作曲：たつや◎、LIKI
編曲：ACE COLLECTION
2ndデジタルシングルの表題曲。
7. シェルレイ[5:46]
作詞・作曲：たつや◎
編曲：ACE COLLECTION
8. 君と花したい[5:46]
作詞：たつや◎
作曲：たつや◎、LIKI
編曲：ACE COLLECTION
9. OH MY GOD!![3:50]
作詞・作曲：たつや◎
編曲：ACE COLLECTION
10. LOVE YOU[3:03]
作詞：たつや◎、Samuel Satoshi
作曲：たつや◎
編曲：UTA
11. BLACK HOLE[4:10]
作詞：たつや◎
作曲：たつや◎、LIKI
編曲：ACE COLLECTION
12. Butterfly[3:22]
作詞：たつや◎
作曲：たつや◎、LIKI
編曲：ACE COLLECTION
13. ROCK STAR[3:51]
作詞：たつや◎
作曲：たつや◎、LIKI
編曲：ACE COLLECTION
14. Lady[4:37]
作詞：たつや◎
作曲：たつや◎、LIKI
編曲：ACE COLLECTION
3rdシングルの表題曲。
15. December 9[4:27]
作詞：たつや◎
作曲：たつや◎、LIKI
編曲：ACE COLLECTION、篤志
ACE COLLECTIONを象徴する曲。タイトルはACE COLLECTION結成日の12月9日から取られた。前作の表題曲。

## 参加ミュージシャン
ACE COLLECTION
- たつや◎：Vocal & Guitars
- LIKI：Guitars
- 奏：Bass
- RIKU：Drums

Additional Musicians
- 江戸建：Piano (#8,14)
- 奥野大樹：Piano (#2)

## タイアップ
BLUE
TBS系列情報ワイド番組『王様のブランチ』2019年11月度エンディングテーマ
December 9
テレビ朝日系列音楽番組『BREAK OUT』2019年10月度オープニングテーマ